# Гауптшарфюрер

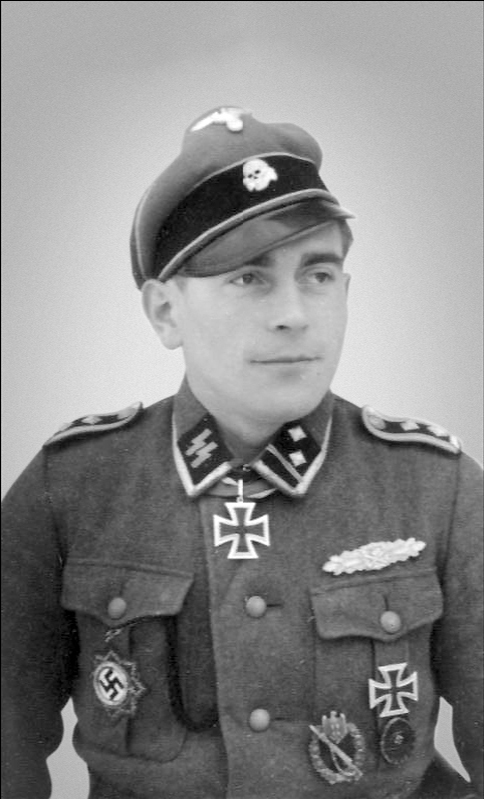
CC-Гауптшарфюрер Густав Шрайбер

Гауптшарфю́рер (нім. SS-Hauptscharführer) — військове звання СС (нім. Schutzstaffel), яке існувало з 1934 по 1945, відповідало званню обер-фельдфебель у Вермахті і було найвищим унтер-офіцерським званням в організації СС, за винятком Ваффен-СС, де існувало особливе звання штурмшарфюрер.
Звання гауптшарфюрер було введене в систему військових звань СС після її реорганізації, що послідкувала за Ніччю довгих ножів. Вперше це звання було присвоєне в червні 1934, коли воно змінило старе звання обертруппфюрер, яке застосовувалося в СА.
У СС звання гауптшарфюрер присвоювалося тому, що зазвичай виконував обов'язки старшини в роті СС або було званням, що використалося для особового складу унтер-офіцерського рангу, що служив в штабах СС або службах безпеці (таких як Гестапо і СД).
Звання гауптшарфюрер також часто використовувалося для персоналу концентраційних таборів і особового складу айнзатцгрупп. Гауптшарфюрер СС був старший, ніж обершарфюрер СС і молодше, ніж штурмшарфюрер СС, за винятком Загальних СС, де гауптшарфюрер було молодшим званням, що йшло відразу після унтерштурмфюрер СС. У Ваффен-СС гауптшарфюрер було другим за старшинством після штурмшарфюрер званням унтер-офіцерів.
Існувала також посада штабсшарфюрер, що відповідала посаді ротного, батальйонного або полкового старшини Радянської армії.
Знаки розрізнення Гауптшарфюрера Ваффен-СС

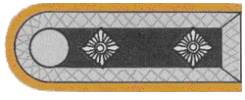
Погон
Петлиця гауптшарфюрера Загальних військ СС з 1934 до 1940
Петлиця гауптшарфюрера з 1940 до 1945
Петлиця
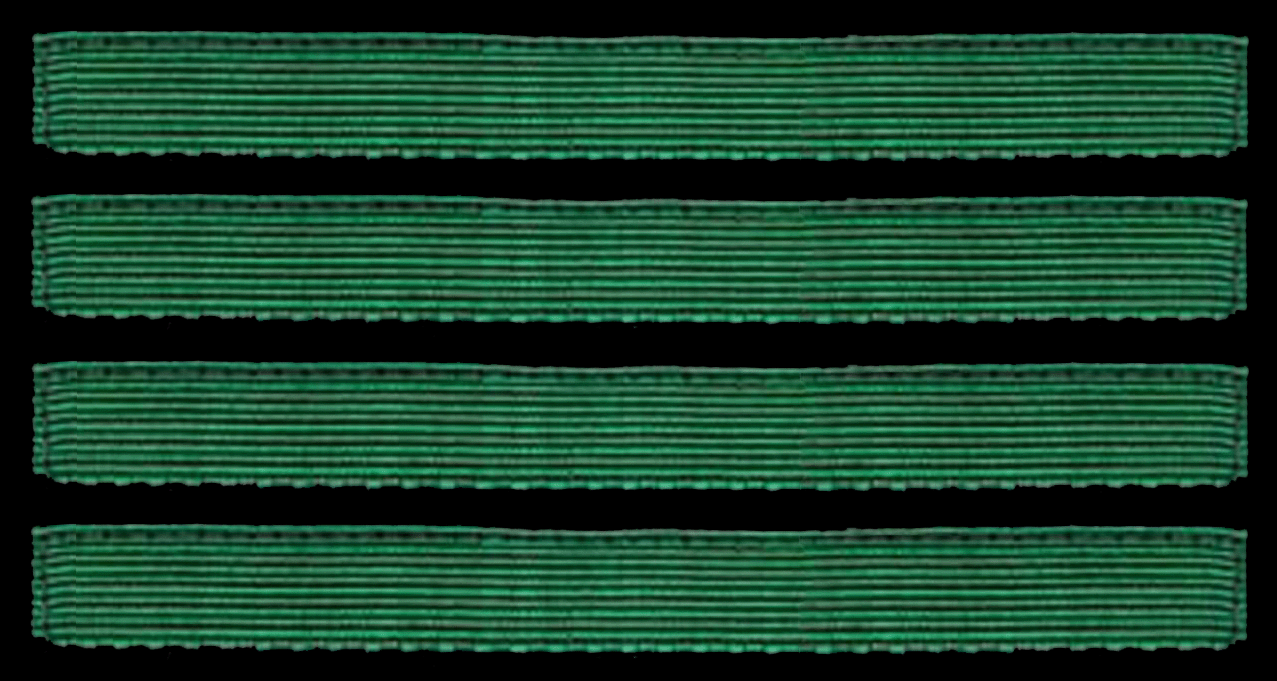
Маскувальний костюм